# Cementerio de El Junquito
El Cementerio de El Junquito  o más formalmente Cementerio Jardín Principal del Oeste es un espacio para realizar sepulturas localizado en el kilómetro 12 de la Carretera El Junquito, en el Municipio Libertador al oeste del Distrito Metropolitano de Caracas y al centro norte del país sudamericano de Venezuela.
Comenzó sus operaciones en el año 1989, siendo otorgado en concesión a una empresa privada, en 2013 su administración sufrió un cambio de gestión debido a que la empresa compañía Cempri C. A. fue reemplazada como concesionaria por Cementerios y Servicios Municipales Libertador C. A., lo que causó polémica entre algunos de los empleados del camposanto.
Uno de los principales problemas que ha afectado al cementerio es la falta de parcelas, en enero de 2012 se reportó que no se disponía de más espacio en el lugar, que ya tiene 29.000 difuntos sepultados, por lo que son comunes las cremaciones diarias.